# Contea di Fergus
La contea di Fergus (in inglese Fergus County) è una contea del Montana (Stati Uniti d'America). Il suo capoluogo amministrativo è Lewistown.

## Geografia fisica
La contea si trova nel centro dello Stato. La contea ha un'area di 11267 km² di cui lo 0,26% è coperto d'acqua. Confina con le seguenti contee:
- Contea di Blaine - nord
- Contea di Phillips - nord-est
- Contea di Petroleum - est
- Contea di Musselshell - sud-est
- Contea di Golden Valley - sud
- Contea di Wheatland - sud-ovest
- Contea di Judith Basin - ovest
- Contea di Chouteau - nord-ovest

## Storia
La contea venne creata agli inizi del 1885 da un atto della Quattordicesima assemblea legislativa del territorio del Montana. In seguito parte del territorio dell'originale contea di Fergus venne diviso tra le contee di Petroleum, Judith Basin, Wheatland e Golden Valley.
Il nome deriva da James Fergus, delegato della contea di Meagher, il quale fu il garante dell'atto di costituzione.

## Città principali
- Denton - town
- Grass Range - town
- Lewistown (capoluogo) - city
- Moore - town
- Winifred - town

## Strade principali
- U.S. Route 87
- U.S. Route 191
- Montana Highway 81

## Società

### Evoluzione demografica

Situazione demografica

Abitanti censiti (migliaia)

## Musei
- Central Montana Museum, su travel.state.mt.us (archiviato dall'url originale il 9 febbraio 2007).